# Raffinerie Feyzin

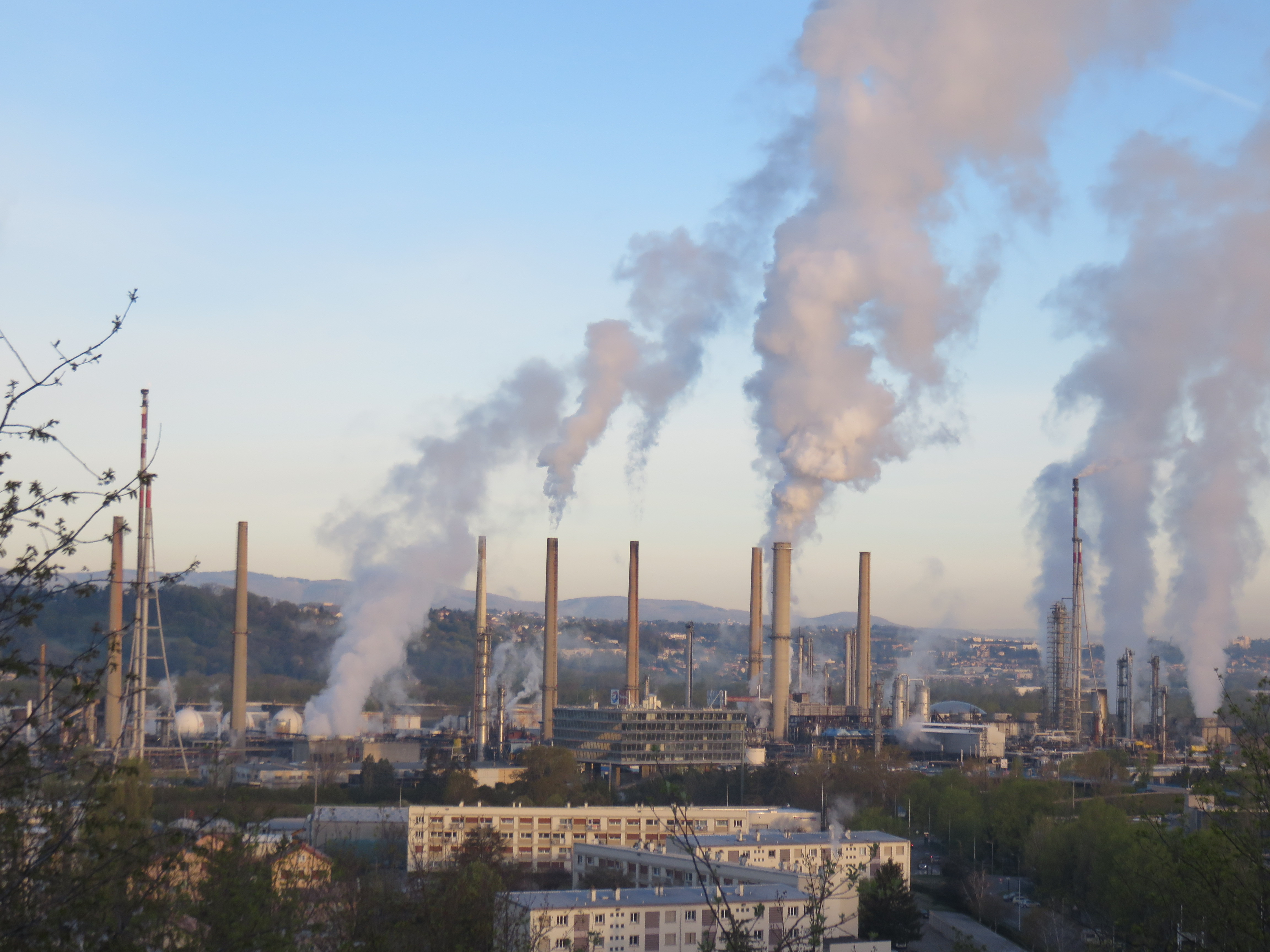
Die Raffinerie im April 2019

Die Raffinerie Feyzin, französisch Raffinerie de Feyzin, ist eine Erdölraffinerie im Rhonetal südlich von Lyon, die von Total Raffinage Chimie SA betrieben wird. Mit einem Röhöleinsatz von 5,4 Mio. Tonnen pro Jahr ist sie eine der kleineren Raffinerien Frankreichs. Im Jahre 1966 ereignete sich eine schwere Propangas-Explosion in der Raffinerie.

## Lage
Der Standort in der Gemeinde Feyzin an der Rhone befindet sich im sogenannten Chemiekorridor – einer Ansammlung petrochemischer Industriebetriebe entlang der Flüsse Saône und Rhone in der bevölkerungsreichen Region von Lyon. Dies ermöglicht der Raffinerie neben der Herstellung von Produkten für Endverbraucher, auch solche für den Bedarf der chemischen Industrie herzustellen. Sie wird über die Südeuropäische Pipeline mit Rohöl beliefert. Die Produkte können über die Pipeline der Société du Pipeline Méditerranée-Rhône (SPMR) verteilt werden.

## Unfall von 1966
Bei der Entnahme einer Probe aus einem Propan-Kugeltank kam es am 4. Januar 1966 zu einem Unfall. Durch die Druckentlastung des Gases vereiste das Ventil, sodass dieses in offener Stellung blockiert wurde. Es entwich eine größere Menge Gas, das eine Wolke bildete, die in Richtung Autoroute A 7 und Route départementale CD 4 ausbreitete. Es gelang nicht, den Verkehr auf der CD4 aufzuhalten, sodass ein Fahrzeug auf der Straße um 07:15 die Gaswolke entzündete. Das Feuer griff auf den Kugeltank über und brachte diesen um 08:45 zur Explosion. Es kam zu einer Boiling liquid expanding vapor explosion (BLEVE), ein Phänomen, das damals noch nicht bekannt war. Der Feuerball hatte einen Durchmesser von 250 m und stieg 400 m in die Höhe. Es dauerte 24 Stunden, bis das Feuer in der Raffinerie gelöscht war. Bei der Explosion verloren 18 Personen das Leben, darunter 11 Feuerwehrleute, weitere 84 wurden verletzt.